# Echinogobius hayashii
Echinogobius hayashii és una espècie de peix de la família dels gòbids i de l'ordre dels perciformes.

## Morfologia
- Els mascles poden assolir 7 cm de longitud total.[3]

## Hàbitat
És un peix marí, de clima temperat i associat als esculls de corall que viu entre 1-20 m de fondària.

## Distribució geogràfica
Es troba al Japó i Austràlia Occidental.

## Observacions
És inofensiu per als humans.